# 스트랭글홀드 (비디오 게임)
스트랭글홀드(Stranglehold)는 미드웨어 스튜디오-시카고와 타이거 힐 엔터테인먼트가 개발하고 미드웨이 게임스가 배급한 3인칭 슈팅 게임이다. 2007년 말 마이크로소프트 윈도우, 플레이스테이션 3, 엑스박스 360용으로 출시되었다. 미드웨이가 언리얼 엔진 3를 사용한 최초의 게임이다. 스트랭글홀드는 오우삼의 1992년 홍콩 액션 영화 첩혈속집의 후속작이며 주윤발이 주연으로 출연한다.
워너 브라더스 인터랙티브 엔터테인먼트는 2019년 11월 26일 GOG.com을 통해 게임의 윈도우 버전을 재출시했다. 이 게임은 전 세계적으로 100만 본 이상 판매되었다.

## 평가
| 출판                          | 점수    |
| ----------------------------- | ------- |
| Xbox 360                      |         |
| Empire Online                 | 4/5     |
| Game Informer                 | 7.25/10 |
| GameSpot                      | 7.0/10  |
| 게임트레일러스                | 7.7/10  |
| IGN                           | 8.1/10  |
| Official PlayStation Magazine | [ 6 ]   |
| 오피셜 엑스박스 매거진        | 7.0/10  |